# Gare de Monthermé
Gare de Monthermé vasútállomás Franciaországban, Bogny-sur-Meuse településen.

## Vasútvonalak
Az állomást az alábbi vasútvonalak érintik:
- Soissons-Givet-vasútvonal

## Kapcsolódó állomások
A vasútállomáshoz az alábbi állomások vannak a legközelebb:
- Gare de Bogny-sur-Meuse
- Gare de Deville